# Brachinulus
Brachinulus is een geslacht van kevers uit de familie van de loopkevers (Carabidae). De wetenschappelijke naam van het geslacht is voor het eerst geldig gepubliceerd in 1958 door Basilewsky.

## Soorten
Het geslacht Brachinulus is monotypisch en omvat slechts de volgende soort:
- Brachinulus viettei Basilewsky, 1958